# Eta Cygni
Eta Cygni (η Cyg) – jedna z jasnych gwiazd w gwiazdozbiorze Łabędzia (wielkość gwiazdowa: 3,88m). Odległa od Słońca o ok. 136 lat świetlnych.

## Właściwości fizyczne
Wielkość absolutna tej gwiazdy wynosi 0,81m. Jest to pomarańczowy olbrzym należący do typu widmowego K. Temperatura powierzchni tej gwiazdy wynosi ok. 4840 K. Gwiazda ta jest optycznie wielokrotna, jednak trzech towarzyszy (Eta Cyg C, D i E) charakteryzuje się innym ruchem i nie jest powiązanych z gwiazdą. Jedynie Eta Cygni B, czerwony karzeł typu M0, może orbitować wokół składnika A; gwiazdy te dzieli co najmniej 325 jednostek astronomicznych.